# Hydrocotyle multifida
Hydrocotyle multifida är en växtart i släktet Hydrocotyle och familjen araliaväxter.
Arten är en perenn ört som förekommer i nordvästra Sydamerika. Den beskrevs av Achille Richard 1820.